# اچ‌ام‌اس پی۳۶ (۱۹۴۱)
اچ‌ام‌اس پی۳۶ (۱۹۴۱) (به انگلیسی: HMS P36 (1941)) یک زیردریایی بود که طول آن ۱۹۶ فوت ۹ اینچ (۵۹٫۹۷ متر) بود. این زیردریایی در سال ۱۹۴۱ ساخته شد.